# Даровський район
Даровськи́й район (рос. Даровской район) — район у складі Кіровської області Російської Федерації. Адміністративний центр — селище міського типу Даровський.

## Історія
Район був утворений 10 червня 1929 року у складі Котельницького округу Нижньогородського краю. До його складу увійшли Даровська, Петровська, Рязановська, Тороповська та Шубенська волості Котельницького повіту. 1934 року район увійшов до складу Кіровського краю, 1936 року увійшов до складу Кіровської області.
7 грудня 2004 року, в рамках муніципальної реформи, у складі району були утворені 1 міське та 5 сільських поселень.

## Населення
Населення району складає 10201 особа (2017; 10469 у 2016, 10622 у 2015, 10792 у 2014, 11093 у 2013, 11402 у 2012, 11731 у 2011, 11829 у 2010, 12312 у 2009, 14990 у 2002, 18811 у 1989, 21256 у 1979, 25993 у 1970).

## Адміністративний поділ
Станом на 2010 рік район адміністративно поділявся на 1 міське та 5 сільських поселень, до його складу входило 114 населених пунктів, з яких 42 не мали постійного населення, але ще не були зняті з обліку:
| Поселення                          | Площа, км² | Населення, осіб (2002) | Населення, осіб (2010) | Населення, осіб (2017) | Центр              | Населені пункти |
| ---------------------------------- | ---------- | ---------------------- | ---------------------- | ---------------------- | ------------------ | --------------- |
| Даровське міське поселення         |            | 8956                   | 8063                   | 7388                   | смт Даровський     | 33              |
| Верховонданське сільське поселення |            | 984                    | 631                    | 577                    | село Верховонданка | 7               |
| Вонданське сільське поселення      |            | 750                    | 473                    | 305                    | село Вонданка      | 13              |
| Кобрське сільське поселення        |            | 1847                   | 1021                   | 697                    | село Кобра         | 29              |
| Лузянське сільське поселення       |            | 1897                   | 1353                   | 1010                   | село Красне        | 21              |
| Піксурське сільське поселення      |            | 556                    | 288                    | 224                    | село Піксур        | 11              |

## Найбільші населені пункти
| №  | Населений пункт | Населення, осіб (2002) | Населення, осіб (2010) |
| -- | --------------- | ---------------------- | ---------------------- |
| 1  | Даровський      | 7488                   | 7125                   |
| 2  | Красне          | 601                    | 552                    |
| 3  | Кобра           | 621                    | 481                    |
| 4  | Верховонданка   | 575                    | 455                    |
| 5  | Вонданка        | 750                    | 328                    |
| 6  | Субор           | 403                    | 319                    |
| 7  | Перші Боброви   | 337                    | 258                    |
| 8  | Боброви         | 308                    | 221                    |
| 9  | Івановка        | 301                    | 214                    |
| 10 | Кривецька       | 287                    | 212                    |